# 死亡蓬车队
死亡蓬车队（西班牙語：Caravana de la Muerte）是1973年智利政变期间智利陆军的杀人小队。该小队由几名军官组成，他们由陆军准将塞尔希奥·阿雷利亚诺·斯塔尔克率领，被总统奥古斯托·皮诺切特任命为“陆军总司令和军政府总统官方代表”。其他成员包括阿雷利亚诺的副手，中校塞尔希奥·阿雷东多·冈萨雷斯（后来的陆军步兵学校指挥官）、少校佩德罗·埃斯皮诺萨·布拉沃（陆军情报官员，后来的智利国家情报局行动总指挥官）、上尉马塞洛·莫楞·布里托（后来的格里马尔迪集中营指挥官）、中尉阿曼多·费尔南德斯·拉里奥斯（后来的智利国家情报局特工，参与了对奥兰多·莱特列尔的暗杀行动）等。根据非政府组织“回忆与正义”（Memoria y Justicia）的说法，该小队在南方杀害了26人在北方杀害了71人，总共有97名受害者。奥古斯托·皮诺切特由于此案于2002年12月被起诉，但直到4年后他去世，都没有被审判。 

## 延伸阅读
- Jorge Escalante Hidalgo, "La Misión era Matar: El Juicio a la Caravana Pinochet-Arellano,, LOM Ediciones, 2000.